# Al Richardson
Al Richardson (Abbeville, 23 settembre 1957) è un ex giocatore di football americano statunitense che ha giocato nel ruolo di linebacker nella National Football League. Fu scelto nel corso dell'ottavo giro del Draft NFL 1980 dagli Atlanta Falcons. Al college ha giocato a football a Georgia Tech.

## Carriera professionistica
Richardson fu scelto nel corso dell'ottavo giro (201º assoluto) del Draft 1980 dagli Atlanta Falcons. Nella sua prima stagione condivise il premio di rookie difensivo dell'anno col compagno linebacker dei Falcons Buddy Curry e fu inserito nella formazione ideale della stagione All-Pro dopo avere fatto registrare 7 intercetti. Giocò tutti i sei anni di carriera professionistica con Atlanta, ritirandosi dopo la stagione 1985.

## Palmarès
- All-Pro: 1

1980
- Rookie difensivo dell'anno - 1980

## Statistiche
| Sack       | 9 |
| Intercetti | 9 |